# پتسی رولندز
پتسی رولندز (انگلیسی: Patsy Rowlands; ۱۹ ژانویهٔ ۱۹۳۱ – ۲۲ ژانویهٔ ۲۰۰۵) بازیگر اهل بریتانیا بود. وی بین سال‌های ۱۹۵۹ تا ۲۰۰۱ میلادی فعالیت می‌کرد.
از فیلم‌ها یا مجموعه‌های تلویزیونی که وی در آن‌ها نقش داشته‌است می‌توان به ادامه بده، تس، درباره فیدل و خانه پربرکت اشاره نمود.